# شرمن اوگاستس
شرمن اوگاسـتِـس (انگلیسی: Sherman Augustus؛ زادهٔ ۱۰ ژانویهٔ ۱۹۵۹) بازیگر و بازیکن حرفه‌ای فوتبال آمریکایی اهل ایالات متحده آمریکا است. وی به همراه جیمی بریجز، بازیکن فوتبال کالجی در دانشگاه نورث‌وسترن – سنت پاول در سینت پال (مینه‌سوتا) بود. از باشگاه‌های دیگری که در آن بازی کرده‌است می‌توان به مینه‌سوتا وایکینگز و لس آنجلس چارجرز اشاره کرد. او دان ۲ کمربند سیاه تکواندو دارد.
از فیلم‌ها یا مجموعه‌های تلویزیونی که وی در آن‌ها نقش داشته‌است، می‌توان به ان‌سی‌آی‌اس، در بدلندز، سی‌اس‌آی، مکزیکی، ادیسه آمریکایی و چه ربطی به عشق دارد اشاره نمود.